# Pseuderythrops gracilis
Pseuderythrops gracilis är en kräftdjursart som beskrevs av Coifmann 1936. Pseuderythrops gracilis ingår i släktet Pseuderythrops och familjen Mysidae. Inga underarter finns listade i Catalogue of Life.